# Васкес, Брайан
Брайан Васкес (англ. Bryan Vasquez; род. 26 августа 1987, Сан-Хосе, Коста-Рика) — коста-риканский боксёр-профессионал, выступающий во второй полулёгкой весовой категории. Среди профессионалов бывший временный чемпион мира по версии WBA (2011—2012, 2014) во 2-м полулёгком весе.

## Профессиональная карьера
31 декабря 2012 года в бою за титул полноценного чемпиона мира по версии WBA проиграл нокаутом и потерпел первое поражение. Его нокаутировал чемпион мира, японец, Такаси Утияма.
После поражения ещё несколько раз боролся за временный титул чемпиона по версии WBA и во всех поединках побеждал.
12 апреля 2014 года в бою за звание временного чемпиона версии WBA победил единогласно и нанёс первое поражение в карьере мексиканцу Хосе Феликсу Младшему.